# Chusquea picta
Chusquea picta är en gräsart som beskrevs av Pilg.. Chusquea picta ingår i släktet Chusquea och familjen gräs. Inga underarter finns listade i Catalogue of Life.